# Арсаговы
Арса́говы (осет. Арсæгтæ) — осетинская фамилия.

## Антропонимика
От и.с.м. Арсæг — из арс (медведь) + суффикс –æг; букв. ‘подобный медведю’.

## Происхождение
Старейшины Арсаговых утверждают, что фамилия произошла от Бесоловых. По преданию, между братьями из этой фамилии произошёл раздор. Жена одного из них была беременна. Опасаясь за жизнь своего будущего ребёнка, она покинула село и перебралась в Дигорское ущелье, где поселилась в самом большом горном селении — Галиат. Здесь у неё родилось двое сыновей. Им дали имена Арсаг и Гасин, от которых в дальнейшем произошли фамилии Арсаговых и Гасиновых.
Согласно архивным записям, в селе Галиат более двухсот лет назад проживало несколько семей Арсаговых: Хамаз (сыновья Кургок и Тотрук), Бекмурза (сыновья Майли, Али, Хадзимет, Дзамболат), Алексей (дети Александр, Иван, Ольга, Екатерина, Елизавета, Мария, Аврам, Гино) и Сайто.
Из-за нехватки земли Арсаговы, наравне со многими другими жителями с. Галиат, решили переселиться в Ахсарисар, но и здесь плодородной земли было мало. В поисках новых угодий они добрались до сел. Синдзикау. Часть Арсаговых осела в этом селении, а остальные поселились в местечке между Дигорой и ст. Николаевской, которое впоследствии назвали селом Мостиздах.
В настоящее время представители фамилии проживают в городах Владикавказ, Беслан, Ардон, селах Ахсарисар, Мостиздах, Синдзикау, Кирово, а также за пределами Осетии: в Москве, Удмуртии, Кабардино-Балкарии, Канаде.

## Генеалогия
Родственными фамилиями (осет. æрвадæлтæ) Арсаговых являются Бесоловы и Гасиновы.

## Известные носители
- Горга Беппоевич Арсагов (1895–1938) — известный революционер и политический деятель, под его руководством провели водоснабжение в села Уаллагкома.
- Карлен Соломонович Арсагов — заслуженный металлург РФ.
- Наталья Семёновна Арсагова (1939) — главный врач поликлиники №6 г. Владикавказа, кандидат медицинских наук, Заслуженный врач Северной Осетии.
- Соломон Дзагеевич Арсагов — был председателем колхоза.